# Черкасское (Криничанский район)
Кимовка — село в Преображенском сельском совете Криничанского района Днепропетровской области Украины.
Код КОАТУУ — 1222085503. Население по переписи 2001 года составляло 23 человека.

## Географическое положение
Село Кимовка находится на расстоянии в 2 км от села Лозоватка.
Рядом проходит автомобильная дорога Н-11.